# ダッジ・トマホーク

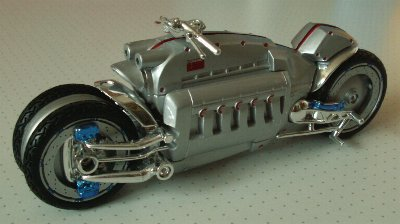
全体図

トマホーク（Tomahawk ）は4輪オートバイ。

## 概要
2003年のデトロイトオートショーにコンセプトバイクとして出品されたことにより注目されたバイクで、ダッジ・バイパーのアルミ製8,300cc、V型10気筒エンジンを搭載し、500馬力を持ち、前後のタイヤが4輪になっている。前後輪は1本に見えるも2本ずつ独立した構造となっているため自立可能。最高速度は理論上400マイル/h=約670km/hをマークする。当初は100台販売する予定であったが、55万ドル(日本円にして約6000万)と高額な価格のため売れないだろうと思われていた。しかし問い合わせが殺到し、限定10台での販売となった。マイストより1/18スケールミニチュアダイキャストとして発売されている。また、マテルからも2007年にホットウィールとして発売されている。